# Dapunksportif
Os DAPUNKSPORTIF são uma banda portuguesa de rock que surge em finais de 2004.

## Biografia
Em 2004 João Guincho e Paulo Franco (companheiros de longa data noutros projetos musicais) formam a banda de nome Dapunksportif em Peniche, Portugal.
Apesar das várias influências musicais os DAPUNKSPORTIF são uma banda de rock visceral.
“Overdrive” (maqueta de apresentação) cedo produziu boas críticas, o que levou a banda a participar em diversos concursos e a pisar palcos de Norte a Sul do país, ao lado de grandes nomes do panorama musical nacional e internacional onde se destaca a primeira parte do concerto de Mondo Generator em Setembro de 2016. Além disso desenvolveram novos projectos: “Lena d´Água & Rock’n’Roll Station” (disco “Carrossel”, 2014), “Ladrões do Tempo” (disco “Primeiro Assalto”, 2015) e “Os Dias De Raiva “(O.D.D.R.). Tiveram ainda a honra e a responsabilidade de abertura de espetáculos dos Xutos & Pontapés na digressão “Três Desejos”, que culminou com uma atuação no Coliseu dos Recreios, passando também pelo SBSR XL.
Em Junho de 2006 foi lançado o álbum de estreia da banda, "Ready!Set!Go!", produzido pelos próprios e por Marco Jung com o selo da editora Rastilho.
Depois do arranque que este proporcionou surge, em 2008, o segundo álbum da banda “Electro Tube Riot” produzido novamente pelos DAPUNKSPORTIF e Marco Jung, com edição e distribuição dos próprios em parceria com a Lisboagência.
Também este álbum recebeu excelentes críticas por parte da imprensa nacional e permitiu, uma vez mais, o acesso a grandes palcos como o da primeira edição do Festival Alive, Xan Xuan Festival nas Astúrias, primeira parte de Fu Manchu.
Além das suas edições, também participaram na coletânea Novo Rock Português da Chiado Records (2007) e no Vol. 2 do 3Pistas com edição da Antena3/Iplay (2009). 
O terceiro álbum foi gravado no estúdio da banda e saiu em Outubro de 2012, no entanto já havia sido disponibilizada uma nova música: “Gimme one more”, aquando da realização da etapa do Campeonato Mundial de Surf, Rip Curl Pro 2010, em Peniche, uma vez que este tema presta homenagem à paixão do surf e aos desafios da vida.
Lançaram em Fevereiro de 2018, o seu quarto álbum de originais “Soundz of Squeeze’o’Phrenia”. A banda juntou-se a Fred Ferreira (bateria) e Ricardo Riquier (engenheiro de som) para produzirem o mesmo que foi gravado nos Estúdios “Meiofumado/Kambas”, em Lisboa, e que conta com edição e distribuição pela Rastilho Records, num regresso à casa-mãe, onde o grupo editou o seu disco de estreia.
Em “Soundz of Squeeze’o’Phrenia” a identidade da banda de Peniche mantém-se, caracterizada pelo binómio riffs/beats sem clivagem entre a parte instrumental e a parte vocal.
A celebrar 20 anos em 2022, os DAPUNKSPORTIF têm novo disco, o quinto longa duração, com o título Old, New, Fast 'n' Slow, em que se mantêm fiéis ao género stoner alimentado a válvulas incandescentes (eles o dizem, nas redes sociais) que lhes dá fama no circuito alternativo.
O quinto álbum do grupo de Peniche que nunca escondeu a paixão pelo rock, seja ele na versão mais stoner ou até com veia mais punk.

## Festival da Canção 2023
O telefonema (e convite) de Nuno Galopim coloca a banda de Peniche no ecrã que chega a todas as casas e o vocalista Paulo Franco leva para o palco a experiência de uma vida inteira nas fileiras do rock.
O núcleo criativo e fundador da banda de Peniche faz-se acompanhar, na atual formação, por Fred Ferreira (bateria), Vicente Santos (teclas) e Filipe Brito (baixo). E é com o espírito da velha guarda que se junta ao batalhão de compositores do Festival da Canção 2023, em que constam André Henriques, April Ivy, Bandua, Bárbara Tinoco, Churky (de Alcobaça), Cláudia Pascoal, Ivandro, Jacinta, Neon Soho, Quim Albergaria, Sal, Teresinha Landeiro, The Happy Mess (de que faz parte Paulo Mouta Pereira, de Leiria) e nYou Can’t Win Charlie Brown (todos seleccionados pela organização) e ainda Inês Apenas (de Leiria), Voodoo Marmalade, Edmundo Inácio, Mimicat e Moyah (apurados através do mecanismo de livre submissão de canções).

## Membros
A banda é constituída por: Paulo Franco (voz e guitarra), João Guincho (guitarra), Fred Ferreira (bateria), Vicente Santos (teclas) e Filipe Brito (baixo).
Produtor: Marco Jung

## Discografia
- Ready! Set! Go! (2006)
- Electro Tube Riot (2008)
- Fast Changing World (2012)
- Soundz of Squeeze 'o' Phrenia (2018)
- Old, New, Fast & Slow (2022)

## Ligações Externas
- Facebook Oficial dos Dapunksportif
- Instagram Oficial dos Dapunksportif
- Spotify dos Dapunksportif
- DAPUNKSPORTIF | Artistas | Rastilho Records